# St. Waast-la-Vallee Communal Cemetery
St. Waast-la-Vallee Communal Cemetery is een Britse militaire begraafplaats gelegen in de Franse plaats Saint-Waast (Noorderdepartement). De begraafplaats wordt onderhouden door de Commonwealth War Graves Commission.
De begraafplaats telt 6 geïdentificeerde Gemenebest graven uit de Eerste Wereldoorlog.